# Pachybrachis signatifrons
Pachybrachis signatifrons är en skalbaggsart som beskrevs av Mannerheim 1843. Pachybrachis signatifrons ingår i släktet Pachybrachis och familjen bladbaggar. Inga underarter finns listade i Catalogue of Life.